# 高田久右衛門
2代 高田 久右衛門（たかだ きゅううえもん、明治9年（1876年）11月2日 - 昭和13年（1938年）4月20日）は、日本の実業家。大阪府多額納税者。伊藤萬商店（株）監査役。大阪府人、高田久右衛門の孫・高田久太郎の長男。前名久三郎。

## 人物像
明治25年（1892年）家督相続。趣味は長唄、書画、骨董。大阪府在籍。

## 家族・親族

### 高田家
（大阪府大阪市東区（現中央区）道修町、兵庫県芦屋市東山町）
- 祖父・初代 久右衛門[5]（商人、実業家）

『明治人名辞典Ⅱ 上巻』（底本･『日本現今人名辞典（明治三三年）』）たノ二十九によると、「たかた、きうゑもん 高田久右衛門 君は大阪の唐紅花商にして三島紡績株式会社監査役、大阪毛絲株式会社取締役なり（所二九四圓餘）」
- 父・久太郎[6]
- 母・ミツ[5]

嘉永6年（1853年）1月生 - 没
- 妻・ます（大阪府、伊藤萬助 (初代)の長女[2]、伊藤萬元会長伊藤萬助 (2代目)の妹[8]）

明治19年（1886年）3月生 - 没
- 長男・久三郎[6]・久右衛門[7]（伊藤萬（株）取締役[7]）

明治40年（1907年）8月生 - 没
昭和8年（1933年）京大法学部卒業。趣味はゴルフ、野球。宗教は仏教。住所は兵庫県芦屋市東山町。
- 長女

明治42年（1909年）10月生
- 次男・祐[6]

明治44年（1911年）9月生 - 没
- 三男

大正2年（1913年）5月生
- 四男[6]

大正3年（1914年）9月生 -
- 次女[6]

大正6年（1917年）3月生 -

## 関連
- 伊藤萬商店
- 伊藤萬助 (初代)
- 伊藤萬助 (2代目)